# Edmond Rizk

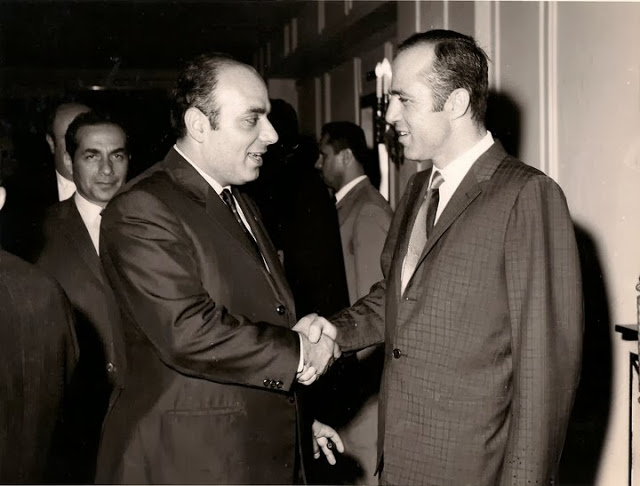
Kamel Asaad et Edmond Rizk

Edmond Rizk est un homme politique libanais.
Ex-membre du parti Kataëb, il fut l'un des conseillers les plus proches de Pierre Gemayel.
Il a été entre 1968 et 1992 député maronite de Jezzine. Il a appelé à boycotter les élections législatives au Sud-Liban à partir de 1992, protestant contre les lois électorales non représentatives de la région, imposées par le pouvoir prosyrien et les principales forces politiques du Sud (le Hezbollah et le Mouvement Amal).
Edmond Rizk a également été ministre de l'Education nationale entre 1973 et 1974 dans les gouvernements d'Amine Hafez et de Takieddine Solh, ministre de l'Information et ministre de la Justice entre 1989 et 1990 dans le gouvernement de Salim el-Hoss.
Il a été l'un des députés les plus actifs lors de la négociation des Accords de Taëf et a fondé avec plusieurs anciens députés, qui ont pris part à la conférence de paix, la Rencontre du Pacte et de la Constitution, afin de dévoiler les atteintes commises contre ces Accords.
À partir de 1994, il fut aussi avocat de Samir Geagea dans la série de procès qui lui ont été intentés.
En désaccord politique avec les deux branches qui se sont - à un moment - disputées le leadership des Kataëb (Amine Gemayel et Karim Pakradouni), il reste néanmoins profondément anti-syrien dans ses positions politiques.